# Beiboshan
Beiboshan (kinesiska: 北博山镇, 北博山) är en köping i Kina. Den ligger i provinsen Shandong, i den östra delen av landet, omkring 91 kilometer öster om provinshuvudstaden Jinan. Antalet invånare är 25001. Befolkningen består av 12 311 kvinnor och 12 690 män. Barn under 15 år utgör 13,0 %, vuxna 15-64 år 74 %, och äldre över 65 år 11,0 %.
Genomsnittlig årsnederbörd är 865 millimeter. Den regnigaste månaden är juli, med i genomsnitt 304 mm nederbörd, och den torraste är januari, med 8 mm nederbörd.